# Guayal Mata del Tigre
Guayal Mata del Tigre är en ort i Mexiko.   Den ligger i kommunen Tantoyuca och delstaten Veracruz, i den sydöstra delen av landet, 240 km norr om huvudstaden Mexico City. Guayal Mata del Tigre ligger 162 meter över havet och antalet invånare är 366.
Terrängen runt Guayal Mata del Tigre är platt. Runt Guayal Mata del Tigre är det ganska tätbefolkat, med 72 invånare per kvadratkilometer. Närmaste större samhälle är Tantoyuca, 5,9 km söder om Guayal Mata del Tigre. Trakten runt Guayal Mata del Tigre består till största delen av jordbruksmark.